# Пярсама
Пя́рсама (эст. Pärsama), до 1977 года Пя́рсамаа (эст. Pärsamaa) — деревня в волости Сааремаа уезда Сааремаа, Эстония. 
До административной реформы местных самоуправлений Эстонии 2017 года входила в состав волости Лейзи (упразднена).

## География и описание
Расположена в 30 км к северо-востоку от волостного и уездного центра — города Курессааре, к юго-востоку от Карьяской церкви, у дороги Кайкла. Высота над уровнем моря — 20 метров.
Климат умеренный. Официальный язык — эстонский. Почтовый индекс —  94201.

## Население
По переписи населения 2021 года, в Пярсама насчитывалось 230 жителей, из них 228 (99,1 %) — эстонцы.
По данным переписи населения 2011 года, в деревне  проживали 252 человека, все — эстонцы.
Численность населения деревни Пярсама по данным переписей населения:
| Год  | 1959 | 1970 | 1979  | 1989  | 2000  | 2011  | 2021  |
| ---- | ---- | ---- | ----- | ----- | ----- | ----- | ----- |
| Чел. | 72   | ↗ 95 | ↗ 172 | ↗ 271 | ↘ 242 | ↗ 252 | ↘ 230 |

## История
Деревня, предположительно, существовала уже в XVI веке. В источниках 1645 года упоминаются Persni, Perßin, Persim (деревня), 1731 года — Persema, 1782 года — Persama.
В 1731–1738 годах на месте опустевших после Северной войны хуторских хозяйств Пярсама и на землях, выделенных от государственных мыз Лайсберг (нем. Laisberg, Лейзи, эст. Leisi riigimõis) и Херренхоф (нем. Herrenhof, Памма, эст. Pamma riigimõis) была основана государственная мыза Персама (нем. Persama, Пярсама, эст. Pärsama riigimõis). Деревня Пярсама начала снова формироваться во второй половине XIX века. Она также имела второе название — Эйгеузу (в таком написании упоминается прим. в 1900 году), из-за того, что земли здесь были поделены между православными крестьянами (эст. õigeusu — ыйгеузу, «православный»). Отдельные части деревни также имеют свои названия: юго-восточная — Колга (эст. Kolga), юго-западная — Ритсу (эст. Ritsu), северная — Сюлла (эст. Sülla) или Силлаяэре (эст. Sillaääre) и северо-западная — Вахеайа (эст. Vaheaia).
На военно-топографических картах Российской империи (1846–1867 годы), в состав которой входила Лифляндская губерния, деревня обозначена как Персама.

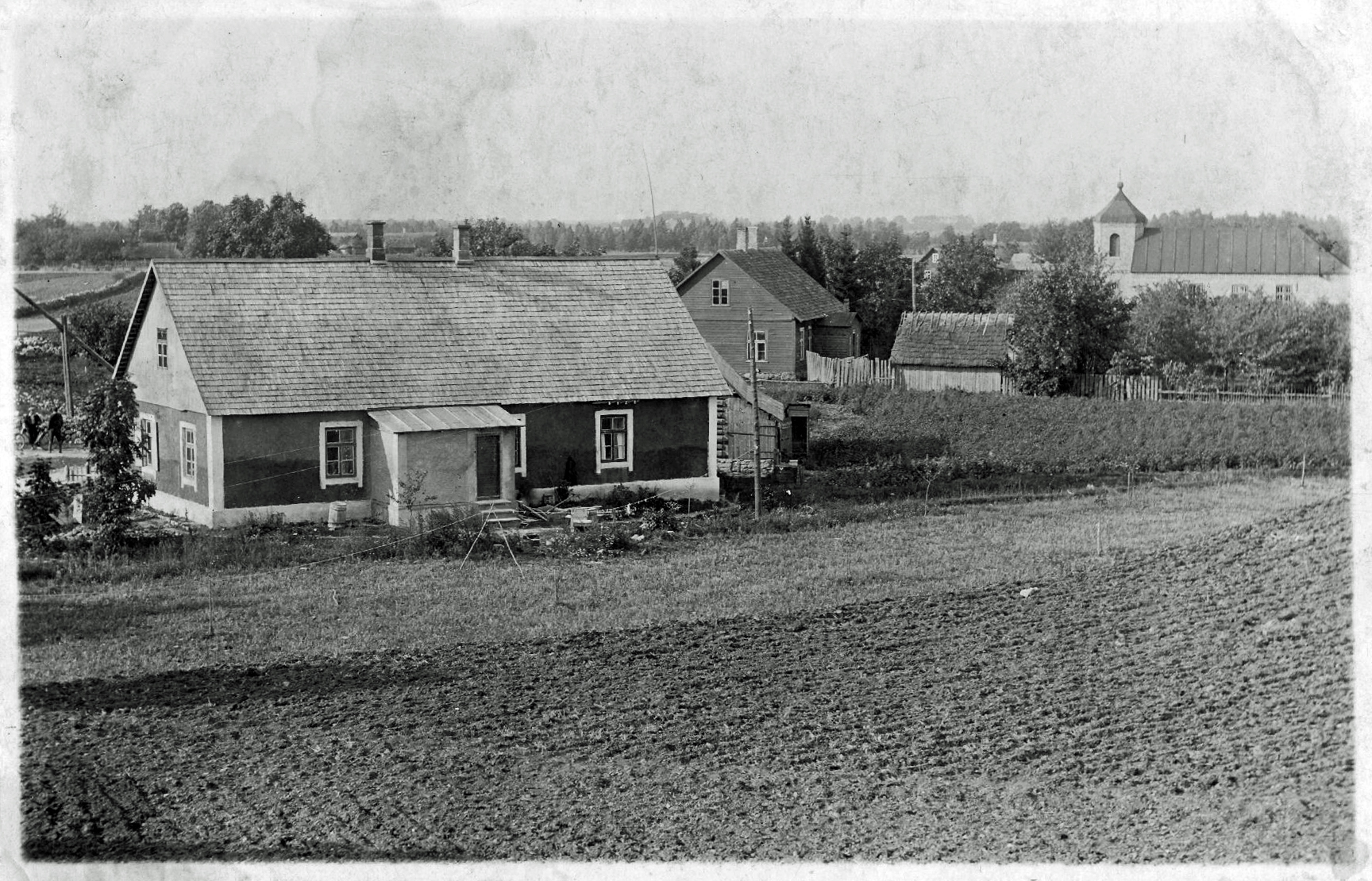
Деревня Пярсама в 1920-х годах

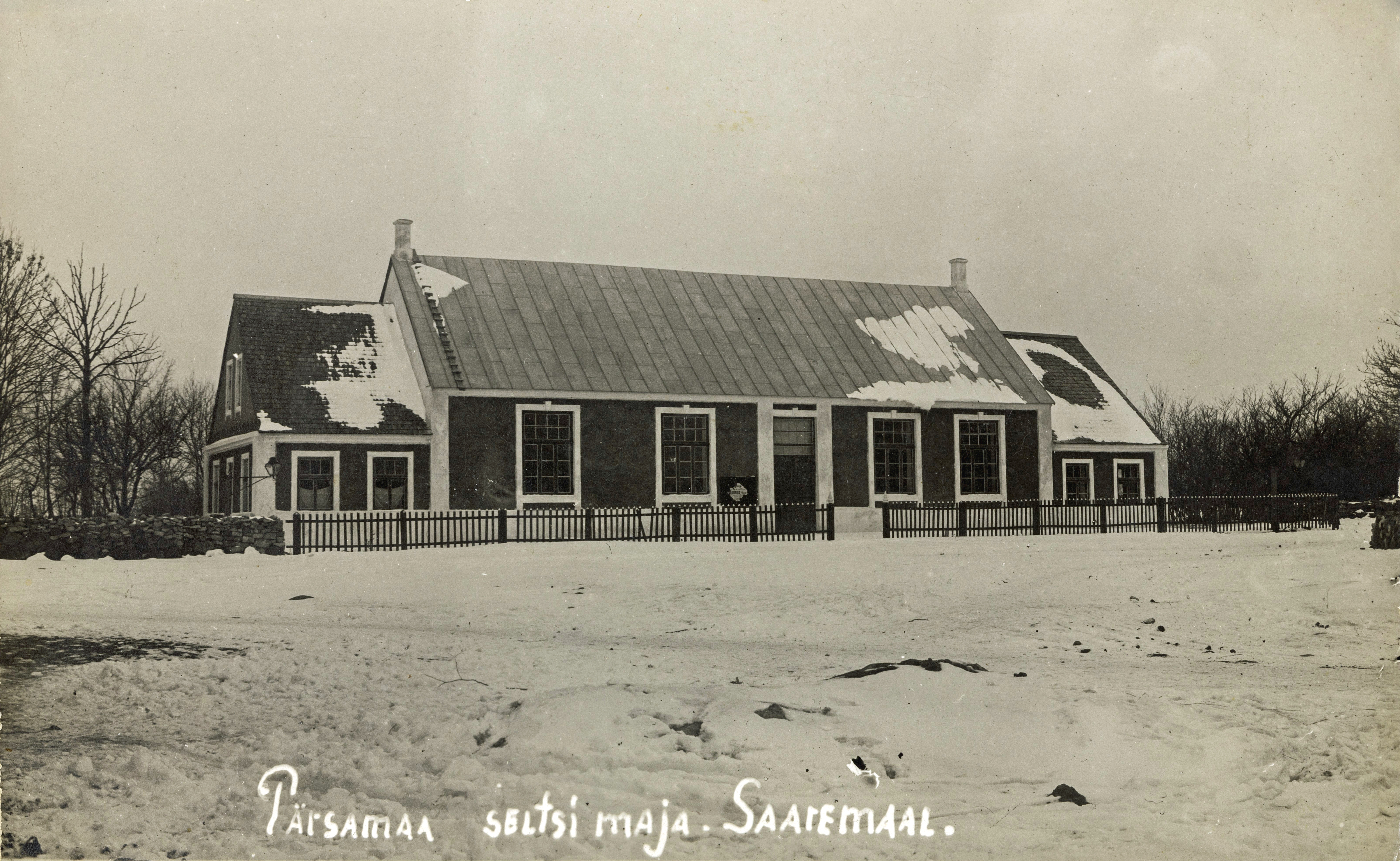
Общинный дом Пярсама, 1930-е годы

Пярсамаский приход отделился от прихода Лейзи в 1902 году. В том же году была основана церковно-приходская школа. В 1908 году в деревне была возведена православная церковь. Простая кирпичная церковь с одной башней была освящена в том же году в честь Иркутского епископа Иннокентия. В 1930 году Пярсамаский приход насчитывал 782 прихожанина. В 1970 году было 60 жертвователей и из них только 11 человек регулярно посещали богослужения. В 1998 году приход насчитывал 18 прихожан.
В советское время деревня была центром колхоза «Сааре тёэлине» (эст. «Saare tööline» — «Саареский рабочий»). Общий земельный фонд колхоза составлял 12,0 тысяч га, из них обрабатываемых земель 3,5 тыс. га; средняя численность работников в 1978 году — 386 человек. В деревне работали почтовое отделение, дом культуры и библиотека. 
На расположенной на территории деревни братской могиле советских воинов, павших в Великой Отечественной войне (исторический памятник с 1997 до 2023 года) установлен памятник с выбитыми на нём датами «1941 1945». В братской могиле похоронены солдаты 921-го стрелкового полка, павшие в боях под Карья и Англа. Могила находится на кладбище Пярсама. Первый памятник был установлен в 1948 году, авторы установленного в 1981 году монумента из красного гранита — Айме Куульбуш (Aime Kuulbusch-Mölder) и Антс Мёлдер (Ants Mölder). В протоколе рабочей группы по советским памятникам при Госканцелярии Эстонии от 30 ноября 2022 года памятник не упоминается, таким образом решение о его дальнейшей судьбе должны принять волостные власти (см. Список советских военных памятников Эстонии).

## Инфраструктура
По состоянию на начало 2024 года в деревне работали детский сад, дом по уходу, народный дом, магазин торговой сети «Coop»; действовал православный приход Святого Иннокентия Эстонской апостольской православной церкви Константинопольского патриархата.
Пярсамаский дом по уходу также выполняет функции социального центра. В июле 2023 года месячная стоимость проживания в нём составляла 1110 евро, из них проживающий в доме оплачивал 710 евро (искл. лекарства и предметы гигиены), остальную часть компенсировала волостная управа.

## Комментарии
1. ↑  Эстонские топонимы, оканчивающиеся на -а, не склоняются и не имеют женского рода (исключение — Нарва)[7].